# Jaropolk I av Kiev

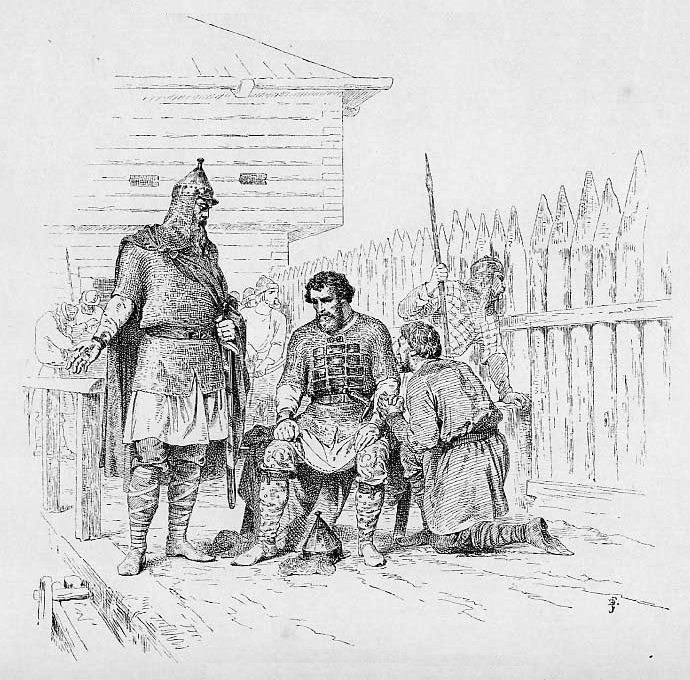
Storfursten Jaropolk Svjatoslavitj

Jaropolk Svjatoslavitj eller Jaropolk I Svjatoslavitj, död 11 juni 978 var Kievs storfurste 972-978 och äldste son till Svjatoslav I av Kiev.

## Biografi

### Namnet
Namnets är karakteristiskt för slaviska furstenamn och består i etymologiskt hänseende av två delar: Jaro- (kyrilliska: Яро-, av ярый jaryj, som betyder 'lysande, glänsande')  och –polk (fornslaviska полк betyder 'folk, skara') , så namnet betyder ungefär 'lysande bland folket'.

### Kievs furste
Det finns inga uppgifter om Jaropolks födelse och hans mor. Hans namn nämns för första gången år 968 i Nestorskrönikan i samband med petjenegernas anfall mot Kiev då furstinna Olga stängde in sig i staden med sina tre sonsöner varav en var Jaropolk.
Jaropolks far, furst Svjatoslav, överlämnade ledningen av Kiev till Jaropolk år 970 innan han själv drog ut i krig mot det Bysantinska riket. Efter att resterna av den rusiska hirden under ledning av Svenald kom till Kiev våren 972 med nyheten om furst Svjatoslavs död i striden mot petjenegerna vid Dneprforsarna blev Jaropolk Kievs furste. Svjatoslavs andra söner, Oleg och Vladimir, styrde övriga delar av Kievriket.
Jaropolks regim var en tid av diplomatiska kontakter med den tyske kejsaren Otto II: rusiska ambassadörer besökte kejsaren under furstekongressen i Quedlinburg i december 973. 
Enligt den tyska Genealogia Welforum, gifte kejsarens frände greve Kuno von Eningen (blivande hertig Kondrad I av Schwaben) bort sin dotter Kunigunda till rugiernas konung.

Jaropolks regeringstid förknippas även med präglingen av de första kievska mynten som hittats. De påminner om arabiska dirham och kallas Jaropolks pseudodirham, och endast ett tiotal exemplar är kända. Samtidigt kan man anta att behovet av myntprägling redan fanns på Ruriks tid.

### Inbördeskrig och död

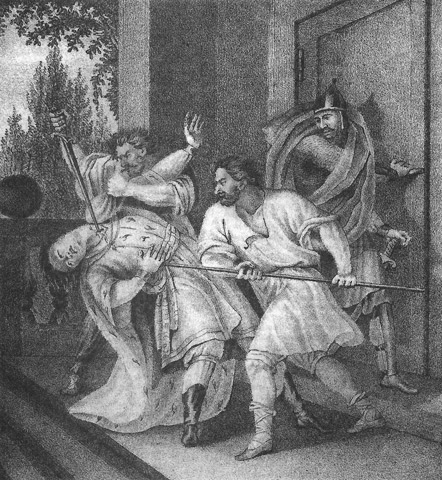
Mordet på Jaropolk

År 977 utbröt inbördeskrig mellan Jaropolk och hans bröder, drevljanerfursten Oleg och novgorodfursten Vladimir. Jaropolk följde vojvoden Svenalds uppmaning att anfalla Olegs besittningar. Under reträtten till sin huvudstad Ovrutj blev Oleg ihjälklämd när hästarna störtade ner i vallgraven. Krönikan återger Jaropolks bedrövelse över broderns död, som inte varit hans avsikt. Efter underrättelserna om inbördeskrigets utbrott flydde Vladimir från Novgorod över havet, och Jaropolk blev härskare över hela Kievriket.
År 980 återvände Vladimir till Rus med en varjaghär. Först återtog han Novgorod, sedan erövrade han Polotsk och därefter gick han mot Kiev. I Jaropolks närmaste krets fanns en förrädare, vojvoden Blud, som ingått ett avtal med Vladimir. Blud övertalade Jaropolk att lämna Kiev och ta sin tillflykt till den befästa staden Roden vid floden Ros. Efter en långvarig belägring uppstod hungersnöd i Roden vilket tvingade Jaropolk under påtryckningar från Blud att inleda förhandlingar med Vladimir. 
| ”                             | Och Jaropolk kom till Vladimir, när han gick in genom dörren, lyfte två varjager upp honom med svärd under armhålorna. Och Blud låste dörren och lät icke de sina komma in efter honom. Och så blev Jaropolk dräpt. | „ |
| – Nestorskrönikan, cirka 1113 | |   |

I Nestorskrönikan dateras Jaropolks död och Vladimirs maktövertagande till år 980. I ett betydligt tidigare dokument Till furst Vladimirs minne och lovprisande (Furst Vladimirs levnadsbeskrivning av munken Jakob Tjernoritsa) anges det exakta datumet för maktövertagandet till 11 juni 978. Efter att ha gjort en mängd kronologiska bedömningar anser historikerna att den andra dateringen är mer trovärdig.
År 1044 befallde Jaropolks brorson, Jaroslav den vise, att gräva upp sina farbröders, Jaropolks och Olegs, ben ur gravarna, döpa deras kvarlevor (vilket var förbjudet enligt kristen kanon) och begravde dem bredvid Vladimir i Desjatinkyrkan i Kiev.